# Myasishchev VM-T
O Myasishchev VM-T é um variante modificada do bombardeiro Myasishchev M-4 desenvolvido para ser um avião cargueiro estratégico. O VM-T foi concebido para carregar propulsores e tanques de foguetes e para transportar os ônibus espacial Buran.

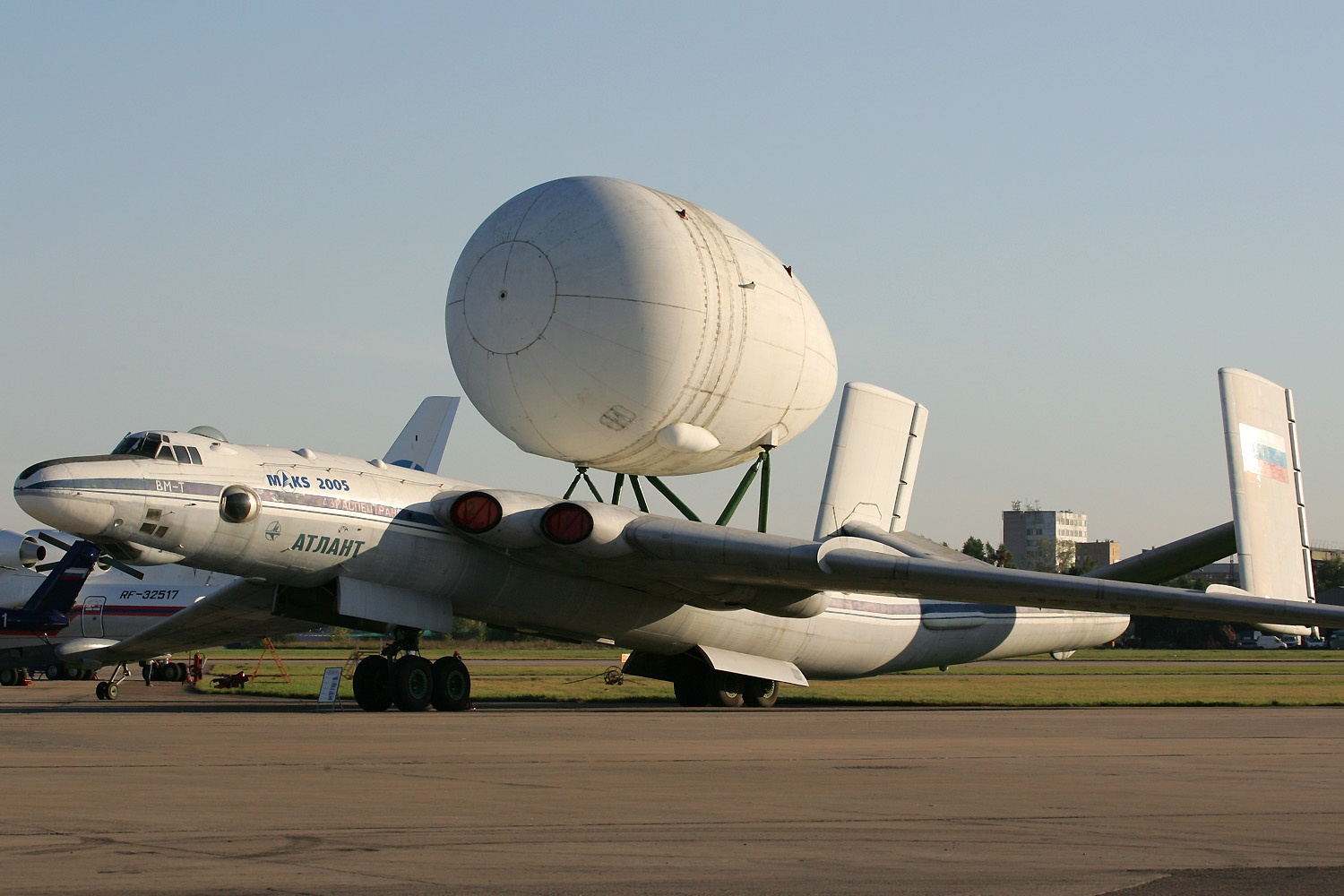
VM-T estacionado.